# Solstorm (film)
 For alternative betydninger, se Solstorm (flertydig). (Se også artikler, som begynder med Solstorm)
Solstorm (da: Sunstorm) er en svensk thriller/drama film udgivet i 2007.
Filmen blev optaget i Kiruna og blev første gang vist i biograferne den 2. november 2007.
Filmen er baseret på en roman, Solstorm, skrevet af forfatteren Åsa Larsson.

## Handling
Rebecka Martinsson (Izabella Scorupco) er en advokat, der bor i Stockholm, der en dag modtager et opkald fra en barndomsven, der fortæller hende, at hendes bror er blevet myrdet i en kirke i landsbyen Kurravaara uden for Kiruna. Martinsson vil nu vende tilbage til hendes hjemby i Kiruna og blive i jagten på morderen.

## Skuespillere
- Izabella Scorupco – Rebecka Martinsson
- Maria Sundbom – Sanna Strandgård
- Saga Larsson – Lova Strandgård
- Sandra Engström – Sara Strandgård
- Mikael Persbrandt – Thomas Söderberg
- Suzanne Reuter – Kristina Strandgård
- Krister Henriksson – Olof Strandgård
- Jakob Eklund – Måns Wenngren
- André Sjöberg – Viktor Strandgård
- Lena B. Eriksson – Anna-Maria Mella
- Göran Forsmark – Sven-Erik Stålnacke
- Antti Reini – Vesa Larsson